# Uloborus elongatus
Uloborus elongatus là một loài nhện trong họ Uloboridae.
Loài này thuộc chi Uloborus. Uloborus elongatus được miêu tả năm 1982 bởi Opell.